# Národní park Ruská Arktida
Národní park Ruská Arktida (Rusky Национальный парк „Русская Арктика“) je největší národní park na území Ruska o rozloze přes 88 tisíc km² založený v červnu 2009. Nachází se v Archangelské oblasti na severní části souostroví Nová země a na ostrovech Země Františka Josefa (od 25. srpna 2016). Pokrývá také významnou část Severního ledového oceánu.

## Rozloha
Po založení parku roku 2009 zabíral národní park 14 260 km², z toho 6 320 km² pevniny a 7 940 km² Severního ledového oceánu. Po rozšíření v roce 2016 bylo k parku přidáno dalších 74 000 m² území, z toho 16 000 m² země a 58 000 km² oceánu. 

## Fauna a flora Ruské Arktidy
Národní park Ruská Arktida obývá několik druhů chráněných zvířat, pět z nich je dokonce uvedeno v Červené knize Ruské federace a v Červeném seznamu IUCN. Ruská Arktika je obývána ledními medvědy a velrybami grónskými. Také se zde nachází jedna z největších ptačích kolonií na severní polokouli. Za zmínku stojí také hnízdiště mrožů a tuleňů.
Flora není v této zeměpisné šířce příliš rozmanitá, pokrývá asi 5–10 % nezaledněné plochy. V nižších nadmořských výškách (120–130 m n. m.) se vyskytuje zakrslá vrba, polární mák, lomikámen a chudina. Nad 130 m n. m. přibývají lišejníky a ubývají trávy. Oblasti nad 135 m n. m. jsou až na ojedinělé lišejníky a sněžné řasy bez života.

### Galerie

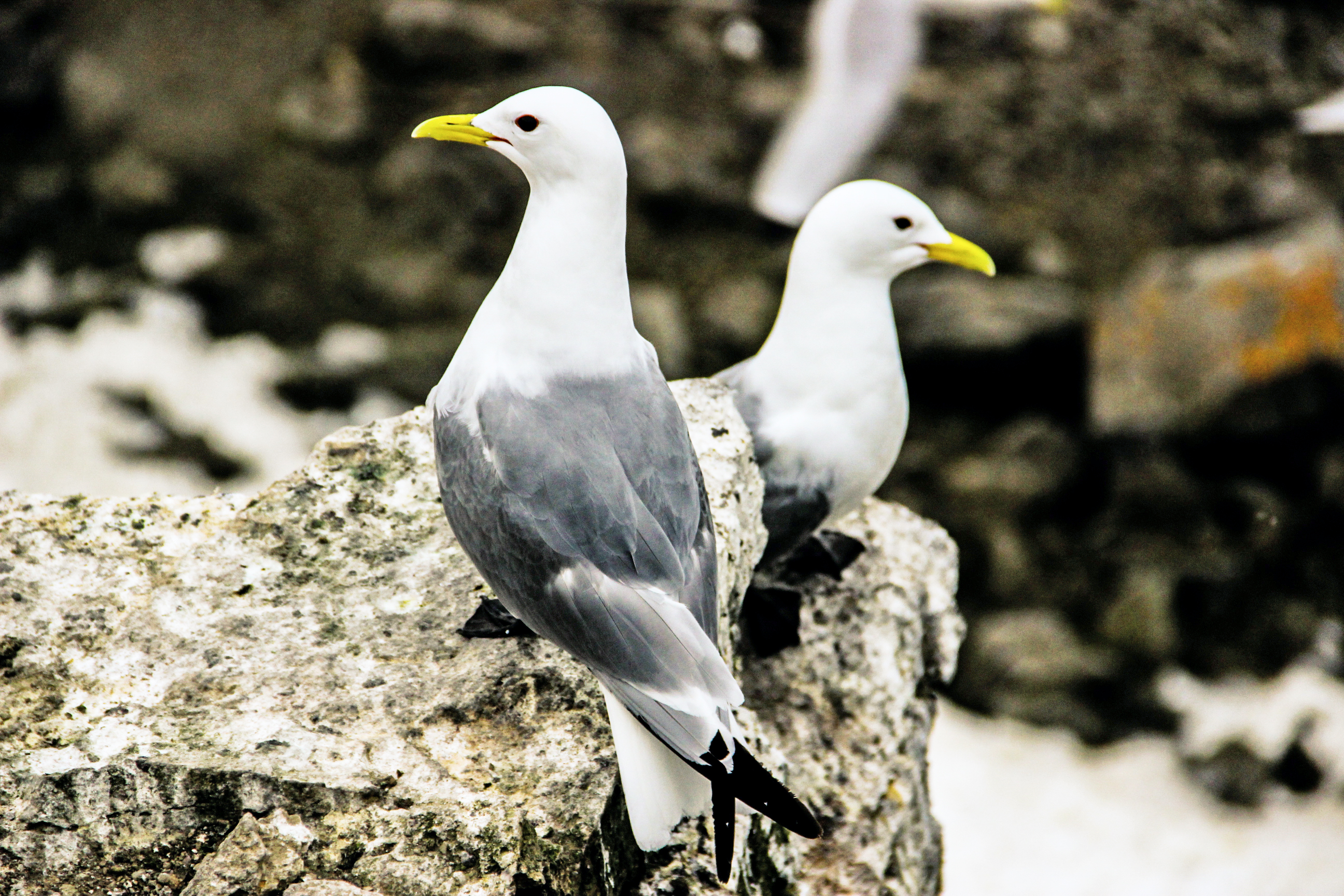
Rackové na mysu Touhy na Severním ostrově
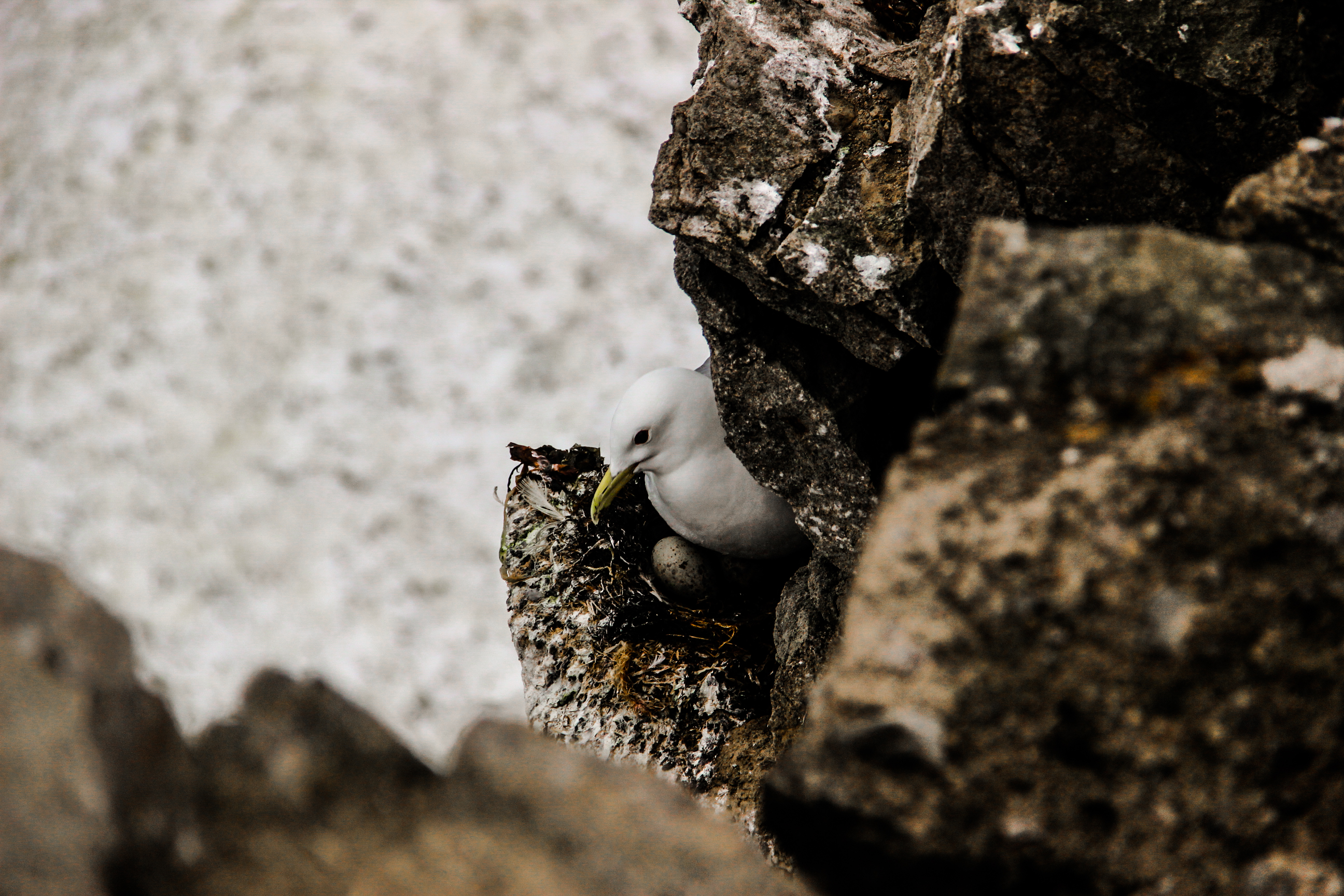
Racek
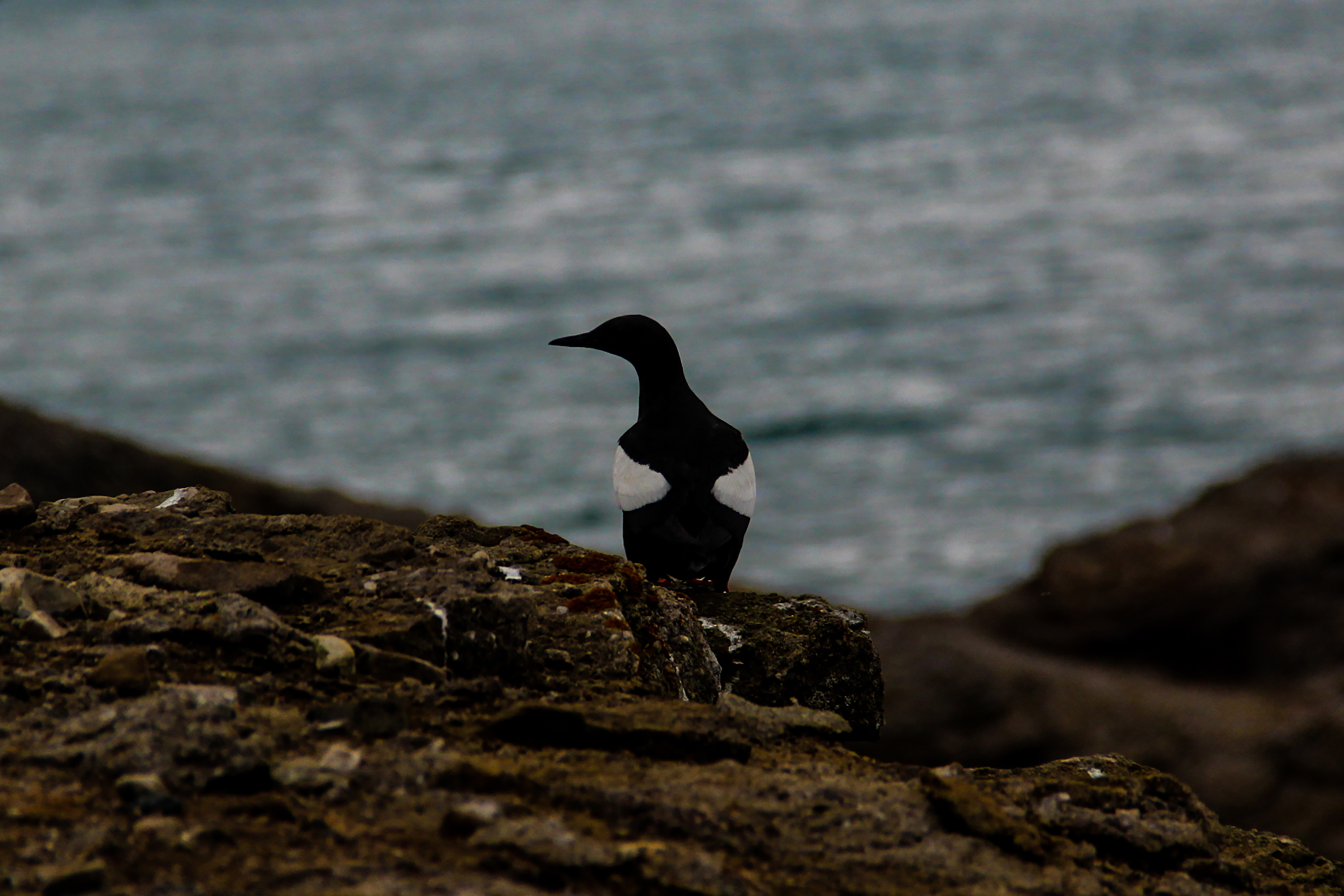
Alkoun
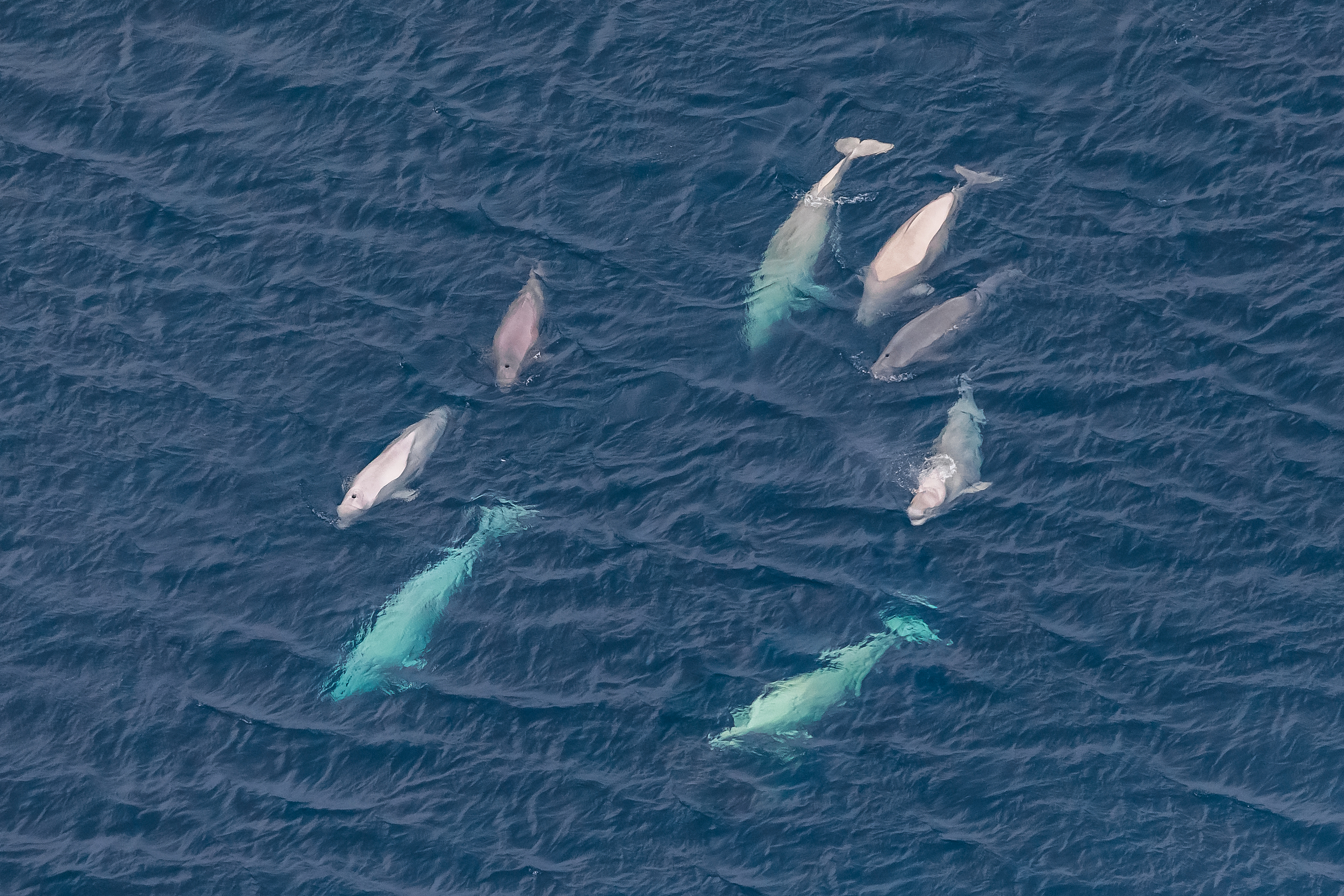
Běluha severní

## Historie
Na počátku ochrany tohoto území stálo vyhlášení ochrany území Země Františka Josefa 23. dubna 1994. Plány na národní park pokrývající kromě zmíněného souostroví i severní Novou Zemi započaly k roku 2000. Když byl však v roce 2009 založen, Zemi Františka Josefa nezahrnoval. Rozšíření parku a její integrace se však plánovala do budoucna, což se také stalo. 
Od vytvoření NP očekával tehdejší předseda vlády Ruska Vladimir Putin rozvoj cestovního ruchu. Plocha národního praku však byla silně znečištěna odpadem, Rusko tedy v roce 2012 vynaložilo 1,5 milionu rublů na jeho úklid. Odstraněno tehdy bylo mimo jiné čtvrt milionu barelů ropných produktů, milion starých barelů, zchátralá vozidla, radarová zařízení a letadla.

## Turistika
Rusko má zájem na turistických aktivitách v národním parku, podporuje povědomí o životním prostředí mezi běžnými lidmi. Nejvíce turistů v parku je z Číny, jedná se až o 35 %. Na dalším místě jsou turisté z Německa a Francie (dohromady 20 %). Turisté z Ruska v roce 2020 představovali jen necelých 10 % celkových návštěvníků. V roce 2019 byla většina návštěvníků z Ruska, ale bylo to způsobeno tím, že společnost Atomflot organizovala školní výlety pro ruské děti.
Hlavním problémem rozvoje turistiky na ostrovech je vysoká cena dopravy. A také to, že většina lodí vyplouvajících z Archangelsku a Murmansku nemá povolení plout do Nové země nebo k zemi Františka Jozefa. Vedení národního parku jedná od roku 2020 s ruskými úřady, aby byla turistika z ruských přístavů více podpořena a nebyla omezována zákazy o pohybu v hraničních oblastech.
Pro rok 2021 je plánováno vybudování turistické základny na mysu Touhy na Severním ostrově. Bude zde přístav pro turistické lodě a zázemí pro vyhlídkové lety civilními helikoptérami. Podobné turistické zázemí se plánuje na Heissově ostrově v zemi Františka Jozefa.

## Galerie

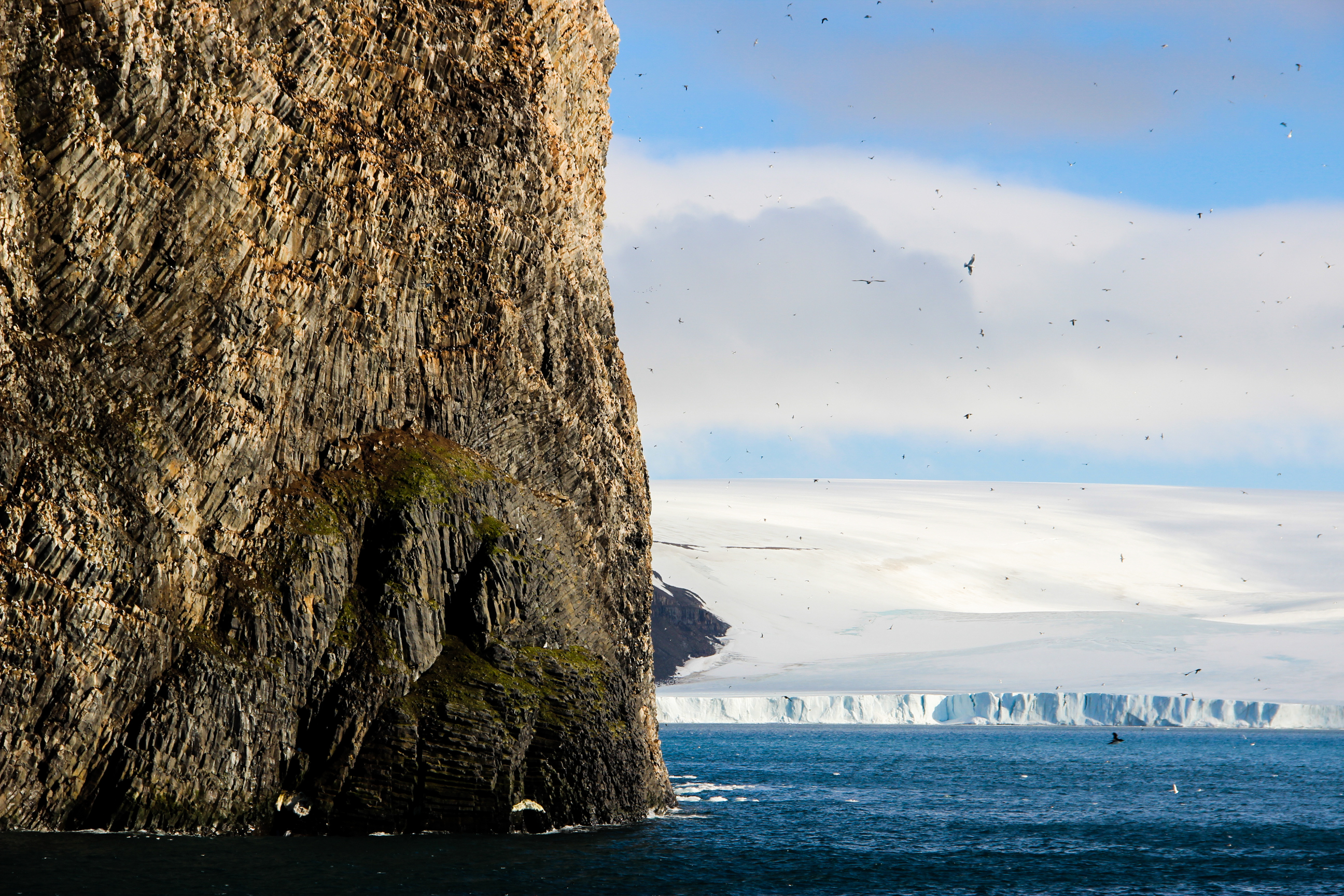
Rubiniho útes, skála na Hookerově ostrově
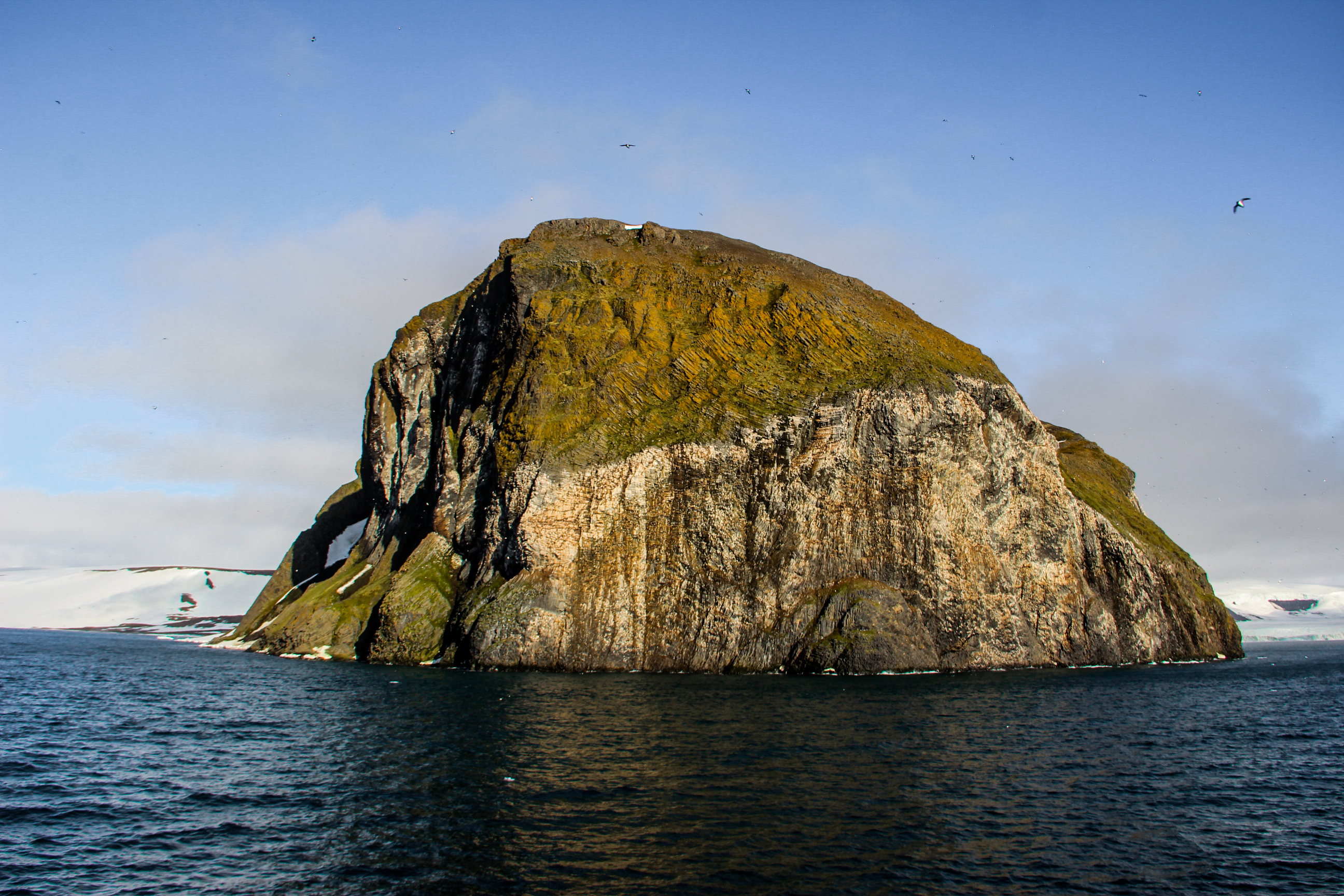
Rubiniho útes
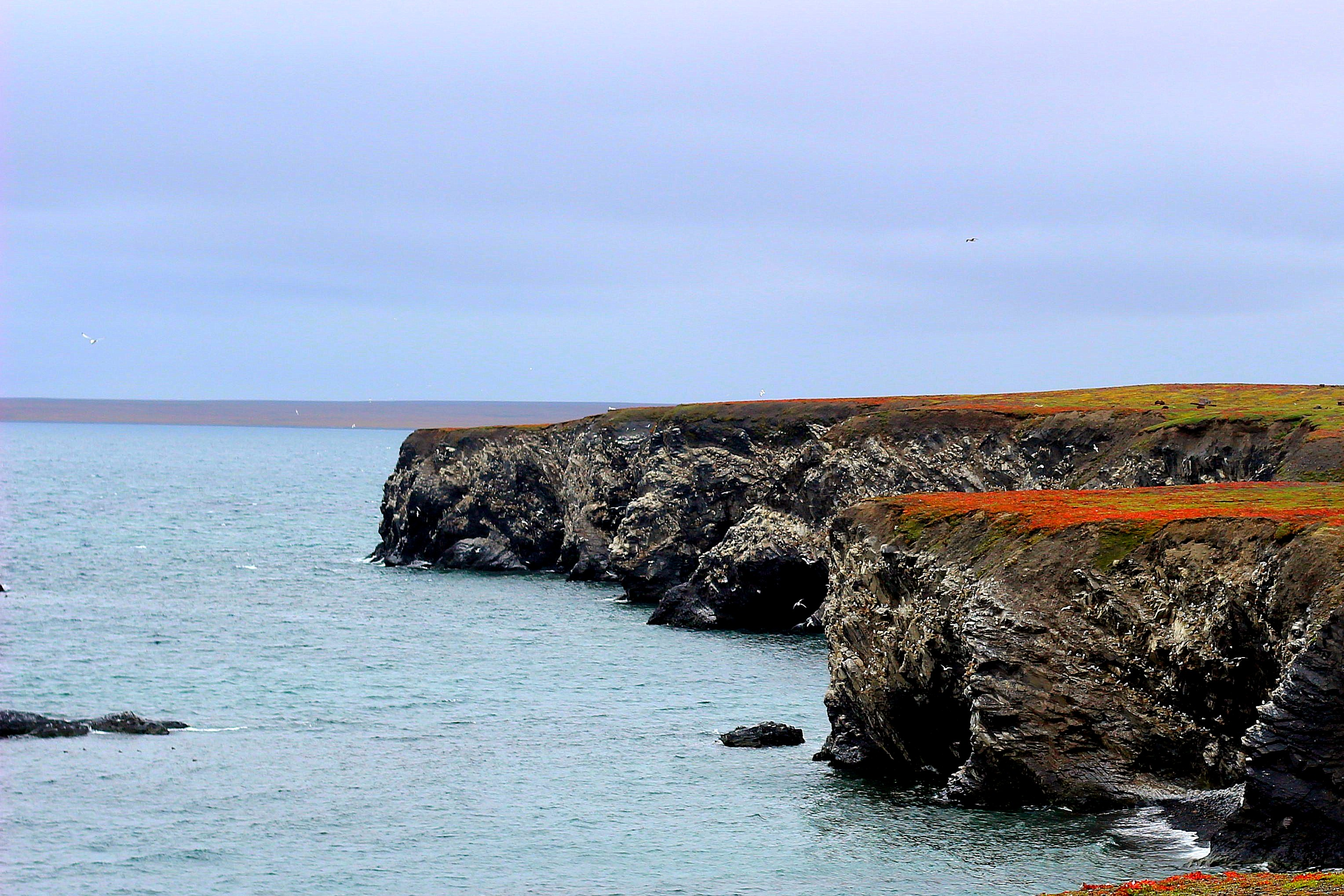
Ostrov Nová země